# Rebel Extravaganza
Rebel Extravaganza è il quarto album in studio del gruppo musicale black metal norvegese Satyricon, pubblicato nel 1999. 

## Il disco
In questo album è meno marcata la componente del black metal più classico dei primi tempi, che a tratti comprende sonorità più sperimentali e in alcuni punti incorpora una componente industrial.
In questo disco i Satyricon si sono avvalsi della collaborazione di Fenriz, storico batterista dei Darkthrone.
È stato ristampato nel 2006 in edizione "deluxe" con l'EP Intermezzo II, originariamente pubblicato nello stesso anno dell'album.

## Tracce
1. Tied in Bronze Chains – 10:56
2. Filthgrinder – 6:39
3. Rhapsody in Filth – 1:38
4. Havoc Vulture – 6:45
5. Prime Evil Renaissance – 6:13
6. Supersonic Journey – 7:49
7. End of Journey – 2:18
8. A Moment of Clarity – 6:40
9. Down South, Up North – 1:13
10. The Scorn Torrent – 10:23
11. I.N.R.I. [Deluxe Edition]
12. Nemesis Divina (Clean Vision Mix) [Deluxe Edition]
13. Blessed From Below (Melancholy Oppression Longing) [Deluxe Edition]

## Formazione
- Satyr - voce, chitarra, basso, tastiera
- Frost - batteria

### Altri musicisti
- Bjorn Boge - basso fretless (in The Scorn Torrent)
- Bratland - synth (in Supersonic Journey)
- Lasse Hofreager - organo Hammond (on Havoc Vulture)
- S. W. Krupp - chitarra (in A Moment of Clarity, Filthgrinder, e The Scorn Torrent)
- Anders Odden - chitarra (in Tied In Bronze Chains, Prime Evil Renaissance e Supersonic Journey)
- Fenriz - percussioni (in Prime Evil Renaissance e Havoc Vulture)